# Petr Vacenovský
Petr Vacenovský (* 16. dubna 1964) je bývalý československý fotbalista.

## Fotbalová kariéra
Hrál za Zbrojovku Brno. V československé lize nastoupil ve 11 utkáních, ve druhé lize nastoupil ve 26 utkáních a dal 3 góly. Dále hrál v Rakousku za SV Leobendorf.

## Ligová bilance
| Ročník                                   | Zápasy | Góly | Klub              |
| ---------------------------------------- | ------ | ---- | ----------------- |
| 1. československá fotbalová liga 1982/83 | 11     | 0    | TJ Zbrojovka Brno |
| CELKEM                                   | 11     | 0    |                   |